# Knezsino
Knezsino (macedónul: Кнежино) település Észak-Macedóniában, a Délnyugati körzet Kicsevói járásában.

## Népesség
| Lakosok száma | 214  | 191  | 157  | 48   | 24   | 21   | 6    | 12   | 15   |
|               | 1948 | 1953 | 1961 | 1971 | 1981 | 1991 | 1994 | 2002 | 2021 |

2002-ben 12 lakosa volt, akik mindannyian macedónok.